# Európai Filmdíj a legjobb fodrász- és sminkmesternek
A legjobb fodrász- és sminkmester (angolul: Best European Hair and Makeup Artist elismerés az 1988-ban alapított Európai Filmdíjak egyike, amelyet az Európai Filmakadémia ítél oda az év európai filmterméséből legjobbnak tartott fodrász, smink- vagy maszkkészítő munkának. A díjátadóra felváltva Berlinben, illetve egy-egy európai városban megrendezett gála keretében kerül sor minden év végén.
2016 óta önálló kategória, előtte csupán 2009-ben jelöltek díjazásra fodrász- és sminkmestert az Európai Filmakadémia kiválóságdíja kategóriában a látványtervezőkkel, vágókkal, jelmeztervezőkkel, valamint a hangmesterekkel, hangzástervezőkkel együtt, akik közül csak az egyik szakma képviselői nyerhették el a díjat.
2010 és 2012 között e filmes munkakör képviselőit nem jelölték Európai Filmdíjra, 2013-tól pedig a jelölést el is törölték, attól fogva az elismerésben részesítendő alkotót egy, az EFA kiválóságdíjairól döntő héttagú zsűri választotta ki azon filmek fodrász-, smink- vagy maszkmesterei közül, amelyek szerepelnek az Európai Filmdíjra számításba vett alkotások listáján. 2018-ban egy újabb technikai jellegű kategória díjazásával a zsűri létszáma nyolcra bővült.
A díjra csak olyan jelöltek jöhetnek számításba, akik Európában születtek, illetve európai állampolgárok (európai állam útlevelével rendelkeznek).

## Díjazottak és jelöltek
| „Díjazott” – szürkéskék háttérrel   |
| „Jelölt” – világos szürke háttérrel |

### 2000-es évek
| Év   | Nyertesek és jelöltek                                     | Magyar címe                                               | Eredeti címe                                              | Ország      | Megjegyzés |
| ---- | --------------------------------------------------------- | --------------------------------------------------------- | --------------------------------------------------------- | ----------- | ---------- |
| 2009 | A többi jelöltet lásd: Európai Filmakadémia kiválóságdíja | A többi jelöltet lásd: Európai Filmakadémia kiválóságdíja | A többi jelöltet lásd: Európai Filmakadémia kiválóságdíja |             |            |
| 2009 | Waldemar Pokromski                                        | A Baader-Meinhof csoport                                  | Der Baader Meinhof Komplex                                | Németország | [ * 1 ]    |

### 2010-es évek
| Év                                                      | Nyertesek és jelöltek   | Magyar címe   | Eredeti címe                                                                                       | Ország  | Megjegyzés |
| ------------------------------------------------------- | ----------------------- | ------------- | -------------------------------------------------------------------------------------------------- | ------- | ---------- |
| 2010 és 2015 között e kategóriában nem osztottak díjat. |                         |               | |         |            |
| 2016                                                    |                         |               | |         |            |
| Barbara Kreuzer                                         | A homok alatt           | Under sandet  | Dánia · Németország                                                                                | [ * 2 ] |            |
| 2017                                                    |                         |               | |         |            |
| Leendert van Nimwegen                                   | Megtorlás               | Brimstone     | Hollandia · Németország · Belgium · Franciaország · Svédország · Egyesült Királyság · Magyarország | [ * 3 ] |            |
| 2018                                                    |                         |               | |         |            |
| Dalia Colli Lorenzo Tamburini Daniela Tartari           | Dogman – Kutyák királya | Dogman        | Olaszország · Franciaország                                                                        | [ * 4 ] |            |
| 2019                                                    |                         |               | |         |            |
| Nadia Stacey                                            | A kedvenc               | The Favourite | Egyesült Királyság · Írország                                                                      | [ * 5 ] |            |

### 2020-as évek
| Év                                                                  | Nyertesek és jelöltek          | Magyar címe             | Eredeti címe                                        | Ország   | Megjegyzés |
| ------------------------------------------------------------------- | ------------------------------ | ----------------------- | --------------------------------------------------- | -------- | ---------- |
| 2020                                                                |                                |                         |                                                     |          |            |
| Yolanda Piña Félix Terrero Nacho Diaz                               | A vég nélküli lövészárok       | La trinchera infinita   | Spanyolország · Franciaország                       | [ * 6 ]  |            |
| 2021                                                                |                                |                         |                                                     |          |            |
| Flore Masson Olivier Afonso Antoine Mancini                         | Titán                          | Titane                  | Franciaország · Belgium                             | [ * 7 ]  |            |
| 2022                                                                |                                |                         |                                                     |          |            |
| Heike Merker                                                        | Nyugaton a helyzet változatlan | Im Westen nichts Neues  | Németország                                         | [ * 8 ]  |            |
| 2023                                                                |                                |                         |                                                     |          |            |
| Ana López-Puigcerver Belén López-Puigcerver David Marti Montse Ribé | A hó társadalma                | La sociedad de la nieve | Spanyolország                                       | [ * 9 ]  |            |
| 2024                                                                |                                |                         |                                                     |          |            |
| Evalotte Oosterop                                                   | Amikor megtörik a fény         | Ljósbrot                | Írország · Hollandia · Horvátország · Franciaország | [ * 10 ] |            |